# Daniele Pietropolli
Daniele Pietropolli (Bussolengo, Verona, Vèneto, 11 de juliol de 1980) és un ciclista italìà, ja retirat, que fou professional entre el 2003 i el 2013.
En el seu palmarès destaquen dues edicions del Giro de la Província de Reggio de Calàbria, el 2008 i el 2011 i el Trofeu Laigueglia del 2011.
A finals del 2014 La Gazzetta dello Sport va revelar que era un dels clients del controvertit metge italià Michele Ferrari.

## Palmarès
- 2000
  - 1r a La Bolghera
  - Vencedor d'una etapa a la Ronda de l'Isard
- 2001
  - 1r al Gran Premi de Roncolevà
- 2002
  - 1r al Trofeu Zssdi
  - 1r a la Medaglia d'Oro Fiera di Sommacampagna
- 2008
  - 1r al Giro de la Província de Reggio de Calàbria i vencedor d'una etapa
- 2009
  - 1r al Giro de la Província de Grosseto i vencedor d'una etapa
  - 1r a la Setmana Ciclista Lombarda
- 2011
  - 1r al Giro de la Província de Reggio de Calàbria i vencedor d'una etapa
  - 1r al Trofeu Laigueglia

### Resultats al Giro d'Itàlia
- 2003. 67è de la classificació general
- 2004. 80è de la classificació general
- 2008. 57è de la classificació general
- 2009. 94è de la classificació general
- 2012. 91è de la classificació general
- 2013. 80è de la classificació general

### Resultats a la Volta a Espanya
- 2010. 61è de la classificació general